# Poveljstvo divizije Tridentina
Poveljstvo divizije Tridentina (izvirno italijansko Comando Divisione "Tridentina") je poveljstvo Italijanske kopenske vojske, ki v miru nadzoruju enote, ki so po potrebi lahko uporabljene izven Italije za mednarodne mirovne misije. Posledično poveljstvo nima stalno podrejenih enot.

## Zgodovina
Poveljstvo nadaljuje tradicijo: 2. alpinske brigade (1926–34), Alpinskega višjega poveljstva Tridentiono (1934–35), 2. alpinske divizije Tridentina (1935–43) in Alpinske brigade Tridentina (1951–2000).

## Vodstvo
Poveljniki
- brigadni general Girolamo Scozzaro
- brigadni general Carlo Frigo
- brigadni general Alberto Primicerj
- brigadni general Claudio Mora